# Иаков (Франдзис)
Митрополи́т Иа́ков (греч. Μητροπολίτης Ιάκωβος, в миру Константи́нос Франдзи́с, греч. Κωνσταντίνος Φραντζής; род. 1942, Айясос) — епископ Элладской православной церкви (формально также Константинопольской православной церкви), митрополит Митилинский (с 1988).

## Биография
Родился в 1942 году в Айясосе, на острове Лесбос. После получения начального образования, окончил школу для духовенства в Каламате. В 1962 году поступил в Халкинскую богословскую школу, которую окончил в 1966 году.
6 июня 1965 года, на предпоследнем курсе семинарии, был хиротонисан во иеродиакона, а 19 сентября 1965 года — во иеромонаха. Был проповедником в Митилинской митрополии, а с 1968 по 1970 год был игуменом монастыря Святого Иоанна Предтечи (Μονή Αγίου Ιωάννη του Θεολόγου (Μονή Υψηλού)), предприняв масштабные работы по восстановлению пострадавшего в пожаре 1967 года кафоликона монастыря.
В 1988 году Священным синодом Элладской православной церкви был избран для рукоположения в сан митрополита Митилинского. 20 ноября 1988 года состоялась его архиерейская хиротония.
В качестве управляющего Митилинской митрополией стал известен своей социальной и благотворительной деятельностью.